# Sächsische Semmeringbahn
Als sächsische Semmeringbahn werden im Volksmund wegen ihrer Steigung, engen Radien, Tunnel, Brücken und Viadukten sowohl die Windbergbahn als auch die Sebnitztalbahn in Sachsen bezeichnet. Der Ursprung des Synonyms liegt bei der heute als Weltkulturerbe eingestuften Semmeringbahn in Österreich, der weltweit ersten Gebirgsbahn.
Der Name sächsische Semmeringbahn für die Windbergbahn geht auf den sächsischen König Johann zurück. Dieser absolvierte am 15. April 1857 eine Inspektionsfahrt auf der Hänichener Kohlezweigbahn. Im Anschluss an die Fahrt äußerte er in seiner Rede vor den Aktionären der Albertsbahn AG den Satz:

„Nun meine Herren, jetzt stehen wir den Österreichern in nichts mehr nach. Auch wir haben nun eine Semmeringbahn, eine Sächsische Semmeringbahn.“

Die Bezeichnung sächsische Semmeringbahn für die Sebnitztalbahn fand aufgrund der tunnelreichen Streckenführung ihren Eingang in den Volksmund und wurde nach 1990 auch für die Vermarktung der Strecke durch die Deutsche Bahn AG und den Verkehrsverbund Oberelbe genutzt.
Im Jahr 2006 hat sich der Windbergbahn e. V. den Namen sächsische Semmeringbahn  beim Deutschen Patent- und Markenamt als Wortmarke schützen lassen. Damit ist die kommerzielle Verwendung des Namens heute nur noch für die Windbergbahn zulässig. Die Sebnitztalbahn wurde daraufhin mit dem neu erfundenen Kunstnamen sächsisch-böhmische Semmeringbahn beworben, heute wird sie als Nationalparkbahn vermarktet.
Neben den beiden sächsischen Strecken wurden noch weitere Verbindungen in Mitteleuropa mit dem Beinamen Semmeringbahn versehen:
- Bahnstrecke Most–Moldava (Teplitzer Semmeringbahn)
- Bahnstrecke Karlovy Vary–Johanngeorgenstadt (erzgebirgischer Semmering)
- Bahnstrecke Bakov nad Jizerou–Ebersbach (Lausitzer Gebirge, Nordböhmen) mit dem Haltepunkt Kleinsemmering
- Bahnstrecke Praha-Smíchov–Hostivice (Prager Semmering)
- Schlesischer Semmering
- Bahnstrecke Kreuztal–Erndtebrück (Siegerländer Semmering)